# Serie A 1966 (pallanuoto maschile)
La Serie A 1966 fu la 47ª edizione della massima serie del campionato italiano di pallanuoto maschile. La Pro Recco vinse il suo settimo titolo dominando un torneo in cui rimase imbattuta.

## Classifica Finale
|  |    | Classifica 1966   | Pt | G  | V  | N | P  | GF  | GS |
|  | -- | ----------------- | -- | -- | -- | - | -- | --- | -- |
|  | 1. | Pro Recco         | 31 | 16 | 15 | 1 | 0  | 109 | 43 |
|  | 2. | Canottieri Napoli | 20 | 16 | 8  | 4 | 4  | 84  | 63 |
|  | 3. | Nervi             | 19 | 16 | 8  | 3 | 5  | 60  | 53 |
|  | 4. | Lazio             | 17 | 16 | 8  | 1 | 7  | 79  | 76 |
|  | 5. | Camogli           | 16 | 16 | 7  | 2 | 7  | 60  | 64 |
|  | 6. | Napoli            | 16 | 16 | 7  | 2 | 7  | 63  | 69 |
|  | 7. | Sori              | 11 | 16 | 4  | 3 | 9  | 51  | 79 |
|  | 8. | Florentia         | 10 | 16 | 4  | 2 | 10 | 67  | 90 |
|  | 9. | Pegli             | 4  | 16 | 1  | 2 | 13 | 46  | 82 |

## Verdetti
- Pro Recco Campione d'Italia
- Rari Nantes Pegli retrocessa in Serie B